# Войский

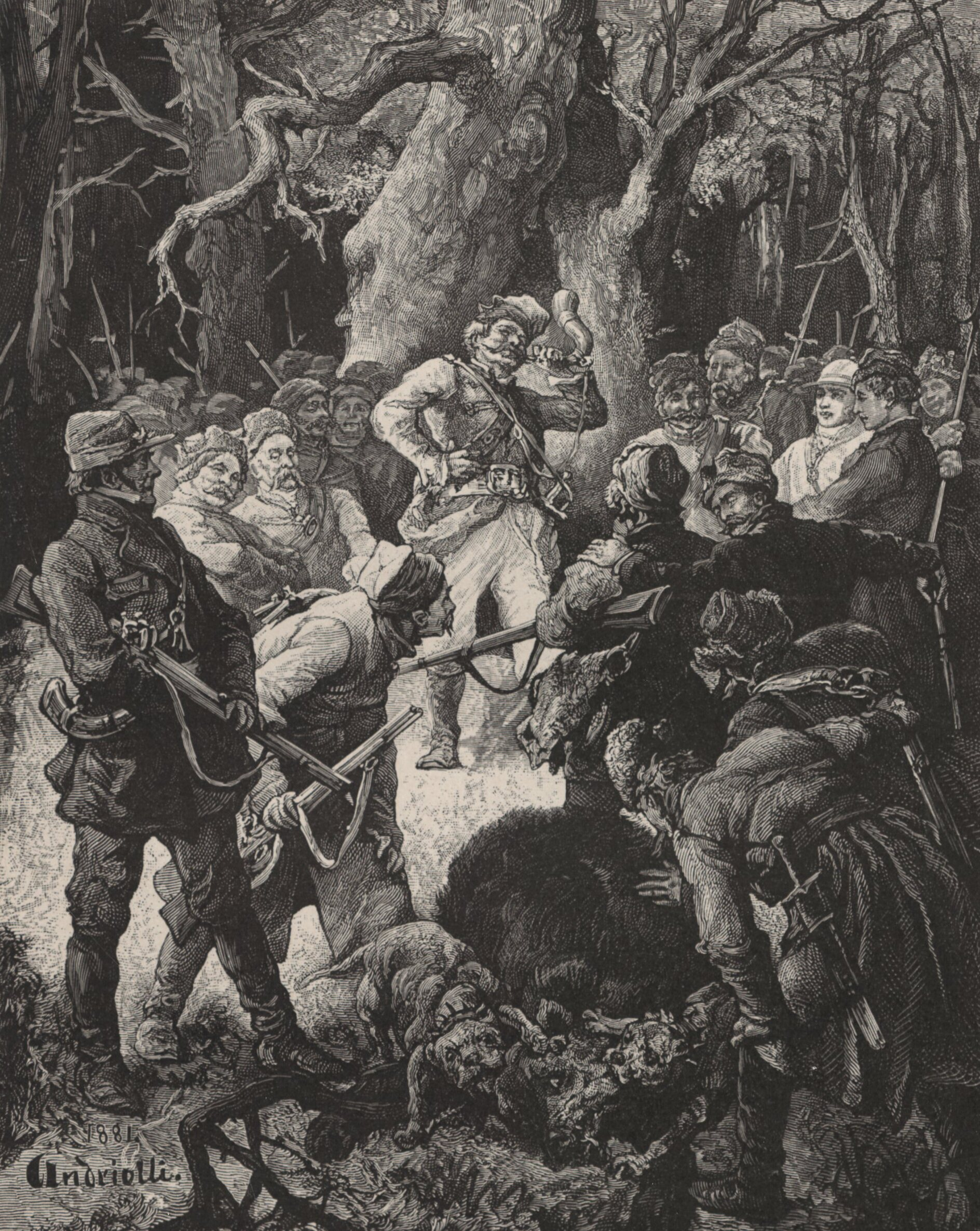
Войский Гречеха (иллюстрация к поэме «Пан Тадеуш»).

Во́йский (пол. Wojski) — служебная должность в средневековой Польше (с XIII века) и в Великом княжестве Литовском (с XVI века). Во время войн, когда шляхта отправлялась на сборы, войский следил за порядком в повяте и охранял шляхетских жён и детей.
В Королевстве Польском были городские и земские войские, в Великом княжестве Литовском только земские, которые подчинялись старосте поветового города. В Речи Посполитой должность считалась низшей из земских (14-я по табели о рангах Короны Королевства Польского).